# ستيفن باكستر (كاتب)
ستيفن باكستر (بالإنجليزية: Stephen Baxter)‏ (و. 1957  م) هو روائي، وكاتب خيال علمي، وكاتب، من المملكة المتحدة، ولد في المملكة المتحدة.

## التعليم
تعلم في جامعة كامبريدج، وجامعة ريدنغ، وجامعة ساوثهامبتون.

## جوائز
حصل على جوائز منها:
- Bob Morane Prize  [لغات أخرى]‏، عن عمل: The Time Ships [الإنجليزية]‏ (1999).[3]

## وصلات خارجية
- ستيفن باكستر على موقع IMDb (الإنجليزية)
- ستيفن باكستر على موقع ميوزك برينز (الإنجليزية)
- ستيفن باكستر على موقع قاعدة بيانات الفيلم (الإنجليزية)